# Georg Fraberger
Georg Fraberger (geboren am 10. Dezember 1973 in Wien) ist ein österreichischer Psychologe, Autor und Motivationsredner.

## Behinderung
Fraberger kam ohne Arme und Beine zur Welt. Die ersten zwei Lebensjahre wurde er in Wien und später im Contergan-Zentrum in Heidelberg behandelt, obwohl seine Mutter während der Schwangerschaft kein Contergan bekommen hatte. Was zu seiner Behinderung führte, ist ungeklärt. Ein möglicher Grund ist, dass seine Mutter als Krankenschwester auf einer Kinderstation die kleinen Patienten zu Röntgenuntersuchungen begleitete, um sie zu beruhigen.

## Studium und Beruf
1994 begann er ein Psychologiestudium an der Universität Wien mit dem Schwerpunkt Klinische & Entwicklungspsychologie, das er im April 2003 mit Abschluss als Magister beendete.
2000 absolvierte er das Psychologie-Studium in Wien. Danach lebte er ein Jahr lang in Somerset (England), wo er als psychologischer Assistent für Patienten mit Schädel-Hirn-Traumata und Schlaganfall in einer neurologischen Abteilung arbeitete. Nach seiner Rückkehr im Jahr 2001 begann er mit seiner Doktorarbeit, die sich mit dem Konzept Lebensqualität befasst und die er 2007 beendete. Seither arbeitet er an der Orthopädie des AKH Wien als klinischer Psychologe.
2013 schrieb er sein erstes Buch Ohne Leib mit Seele und ist als Vortragender und Motivationsredner tätig. 2014 erschien das Buch Ein ziemlich gutes Leben.
In seinen Vorträgen spricht er über das Thema Glück als Lebenskonzept und die Frage, was den Menschen und ein gutes Leben ausmacht.
Er arbeitete 20 Jahre als Psychologe am Allgemeinen Krankenhaus der Stadt Wien und ist in seiner Privatpraxis tätig.

## Privat
Georg Fraberger wuchs in Wien zusammen mit zwei Geschwistern auf. Seine Familie ermöglichte ihm ein normales Leben und sah seine Behinderung nie als Problem. Er besuchte einen normalen Kindergarten, danach kurzzeitig eine Behindertenschule und absolvierte später die Handelsakademie.
Er ist 112 Zentimeter groß und 39 Kilogramm schwer. Auf der rechten Seite trägt er eine Armprothese. Mit seinem Rollstuhl, den er mit seinem an der Hüfte angewachsenen Fuß steuert, kann er sich in wenigen Sekunden auf 1,80 Meter Höhe befördern.
Georg Fraberger ist zum zweiten Mal geschieden und hat fünf Kinder.

## Publikationen
- Ohne Leib mit Seele. Ecowin-Verlag, Salzburg 2013, ISBN 978-3-7110-0034-7.
- Ein ziemlich gutes Leben. Ecowin-Verlag, Salzburg 2014, ISBN 978-3-7110-0061-3.
- Ich verstehe dich – Endlich Klarheit in der Kommunikation. Ueberreuter Sachbuch-Verlag, Wien 2016, ISBN 978-3-8000-7662-8.
- Wie werde ich Ich: Zwischen Körper, Verstand und Herz. Residenz-Verlag, Salzburg 2017, ISBN 978-3-7017-3404-7.
- Erfolgreich lieben: Wie man ein glückliches Paar wird und es bleibt. Residenz-Verlag, Salzburg 2019, ISBN 978-3-7017-3467-2.

## Film
- 007 auf der Suche nach der Seele, Film von Dagmar Knöpfel über Fraberger und sein Buch „Ohne Leib mit Seele“, 2015